# Segunda División Peruana 1963
La Segunda División Peruana 1963, la 21ª edición del torneo, fue jugada por diez equipos. 
El ganador del torneo, Carlos Concha, logró el ascenso a la Primera División de 1964 mientras que Association Chorrillos perdió la categoría al haber ocupado el último lugar.

## Ascensos y descensos
| Posición | Ascendido a Primera División 1963 |
| -------- | --------------------------------- |
| 1º       | Mariscal Sucre                    |

| Posición | Descendido de Primera División 1962 |
| -------- | ----------------------------------- |
| 10º      | Atlético Chalaco                    |

| Posición | Ascendido de Liguilla de Ascenso 1962 |
| -------- | ------------------------------------- |
| 1º       | Atlético Lusitania                    |

| Posición | Descendido a Liga de Balnearios 1963 |
| -------- | ------------------------------------ |
| 10º      | Santiago Barranco                    |

## Equipos participantes
| Club                   | Ciudad     | Entrenador        |
| ---------------------- | ---------- | ----------------- |
| Association Chorrillos | Chorrillos |                   |
| Atlético Chalaco       | Callao     | Emiliano Coronel  |
| Atlético Lusitania     | Lima       | Juan Ulloa        |
| Carlos Concha          | Callao     |                   |
| Defensor Arica         | Lima       |                   |
| Íntimos de la Legua    | Callao     | Adelfo Magallanes |
| Juventud Gloria        | Lima       |                   |
| Porvenir Miraflores    | Miraflores | Pedro Valdivieso  |
| Unidad Vecinal N.º 3   | Lima       |                   |
| Unión América          | Lima       |                   |

## Tabla de posiciones
| #  | Club                   | PJ | PG | PE | PP | PTS |
| -- | ---------------------- | -- | -- | -- | -- | --- |
| 1  | Carlos Concha          | 18 | 9  | 6  | 3  | 24  |
| 2  | Porvenir Miraflores    | 18 | 10 | 4  | 4  | 23  |
| 3  | Atlético Lusitania     | 18 | 11 | 1  | 6  | 23  |
| 4  | Unidad Vecinal N.º 3   | 18 | 7  | 5  | 6  | 19  |
| 5  | Atlético Chalaco       | 18 | 7  | 4  | 7  | 18  |
| 6  | Defensor Arica         | 18 | 6  | 5  | 7  | 17  |
| 7  | Juventud Gloria        | 18 | 7  | 2  | 9  | 16  |
| 8  | Íntimos de la Legua    | 18 | 7  | 1  | 10 | 15  |
| 9  | Unión América          | 18 | 6  | 2  | 10 | 14  |
| 10 | Association Chorrillos | 18 | 3  | 3  | 12 | 9   |

|  | Campeón y ascendido a la Primera División de 1964 |
|  | Descendido a la Liga de Balnearios del Sur 1964   |
| Predecesor: 1962 | Segunda División del Perú 1963 | Sucesor: 1964 |

- Datos: Q95650961